# Bryceland
Bryceland es una villa ubicada en la parroquia de Bienville en el estado estadounidense de Luisiana. En el Censo de 2010 tenía una población de 108 habitantes y una densidad poblacional de 17,83 personas por km².

## Geografía
Bryceland se encuentra ubicada en las coordenadas 32°26′42″N 92°59′24″O / 32.44500, -92.99000. Según la Oficina del Censo de los Estados Unidos, Bryceland tiene una superficie total de 6.06 km², de la cual 6.04 km² corresponden a tierra firme y (0.3%) 0.02 km² es agua.

## Demografía
Según el censo de 2010, había 108 personas residiendo en Bryceland. La densidad de población era de 17,83 hab./km². De los 108 habitantes, Bryceland estaba compuesto por el 75.93% blancos, el 11.11% eran afroamericanos, el 0.93% eran amerindios, el 0% eran asiáticos, el 0% eran isleños del Pacífico, el 9.26% eran de otras razas y el 2.78% pertenecían a dos o más razas. Del total de la población el 10.19% eran hispanos o latinos de cualquier raza.